# Белогърбо лори
Белогърбото лори (Pseudeos fuscata) е вид птица от семейство Папагалови (Psittaculidae), единствен представител на род Pseudeos.

## Разпространение
Видът е разпространен в Индонезия и Папуа Нова Гвинея.